# 브리제 타워
브리제 타워(일본어: ブリーゼタワー, 영어: BREEZÉ TOWER)는 일본 오사카시 기타구 우메다 2쵸메에 있는 사무실, 상업 시설, 다목적 극장이 있는 초고층 빌딩이다. 오사카 가든 시티에 위치해 있다.

## 같이 보기
- 오사카부의 마천루 목록